# Reaching Out/Tie Your Mother Down
Reaching Out/Tie Your Mother Down è il singolo di debutto del gruppo rock Queen + Paul Rodgers pubblicato nel 2005 che anticipa l'uscita dell'album Return of the Champions. 
È un medley della canzone di beneficenza di Rock Therapy del 1996 "Reaching Out" con la canzone dei Queen "Tie Your Mother Down".

## Tracce
1. Reaching Out Out/Tie Your Mother Down (Live) – 5:39
2. Fat Bottomed Girls (Live) – 5:48